# فرودگاه گریتر کنککی
فرودگاه گریتر کنککی (به انگلیسی: Greater Kankakee Airport) یک فرودگاه همگانی بهره‌برداری هوایی با کد یاتا IKK است که یک باند فرود آسفالت دارد و طول باند آن ۱۸۲۲ متر است. این فرودگاه در کشور ایالات متحده آمریکا قرار دارد و در ارتفاع ۱۹۲ متری از سطح دریا واقع شده‌است.